# Fixed Star (chanson)
Pour les articles homonymes, voir Fixed Star.
Singles de Mami Kawada
Borderland
(2012) Break a spell
(2014)
Fixed Star est le 13e single de Mami Kawada sorti sous le label Geneon Entertainment le 20 février 2013 au Japon. Il arrive 26e à l'Oricon. Il se vend à 2 811 d'exemplaires la première semaine et reste classé 6 semaines pour un total de 6 267 exemplaires vendus.
Fixed Star a été utilisé comme thème musical pour le film d'animation Toaru Majutsu no Index: Endyumion no Kiseki et Intersection a été utilisé comme thème musical pour le jeu vidéo Infinity Labyrinth Cross Blood sur PlayStation Vita.

## Liste des titres
Toutes les paroles sont écrites par Mami Kawada.
| 1. | Fixed Star                  |  |
| 2. | Intersection                |  |
| 3. | Fixed Star (Instrumental)   |  |
| 4. | Intersection (Instrumental) |  |